# Irena Morawska
Irena Morawska née Jaźwińska, aussi connue sous son pseudonyme Agnieszka Neyk est une journaliste, reporter, scénariste et réalisatrice de cinéma polonaise née le 14 juin 1954 à Ciechanów et morte le 23 août 2022.

## Biographie
Elle est la fille de Mieczysław Jaźwiński et de Maria Morawska née Hack. Diplômée de l'école secondaire technique de restauration puis de l'académie d'éducation physique (pl) ; après ses études, elle travaille comme professeur d'éducation physique dans une école de Varsovie.
Entre 1985 et 1990, elle est journaliste sous le pseudonyme d'Agnieszka Neyk pour le journal Nowa Wieś. De 1990 à 1999, elle travaille dans la section reportage Gazeta Wyborcza, où elle traite principalement de questions sociales, décrivant les changements sociaux survenus après 1989 en Pologne.
Depuis 2000, elle et son mari, Jerzy Morawski (également journaliste), réalisent des films et des séries documentaires.
Ses reportages ont également été publiés dans les anthologies françaises et allemandes de reportages littéraires polonais. Pour la radio suédoise, elle réaliste un documentaire d'une heure sur les travailleuses polonaises, Symfonia poziomkowa.